# Phosphoribosyltransférase
Une phosphoribosyltransférase (EC 2.4.2.-) est une enzyme de la famille des glycosyltransférases ; les enzymes suivantes sont des phosphoribosyltransférases :
- Adénine phosphoribosyltransférase
- Hypoxanthine-guanine phosphoribosyltransférase
- Orotate phosphoribosyltransférase
- Uracile phosphoribosyltransférase